# يو كاوامورا
يُو كاوامورا (باليابانية: 河村 優) (1 ديسمبر 1980 في يايزو في اليابان – )؛ هو لاعب كرة قدم ياباني سابق كان يلعب كلاعب وسط.

## وصلات خارجية
- يو كاوامورا على موقع رابطة كرة القدم اليابانية للمحترفين (اليابانية)